# أنفسط
قرية أنفسط هي إحدى القرى التابعة لمركز الواسطى في محافظة بني سويف في جمهورية مصر العربية. حسب إحصاءات سنة 2006، بلغ إجمالي السكان في أنفسط 8808 نسمة، منهم 4600 رجل و4208 امرأة.